# 関戸 (多摩市)
関戸（せきど）は、東京都多摩市の地名。現行行政地名は関戸一丁目から関戸六丁目。郵便番号は206-0011。

## 概要
多摩市北部に位置し、多くの部分が多摩川南岸にあたる。北で府中市四谷・住吉町、東で連光寺、南東で聖ヶ丘・馬引沢、南の道路上の一点で諏訪、同じく南で貝取・乞田、南西で桜ヶ丘、西で東寺方・一ノ宮と接する。北端の関戸一丁目にはターミナル駅である京王電鉄京王線聖蹟桜ヶ丘駅が、南端の関戸六丁目には多摩市役所が置かれ、当地は落合（多摩センター駅南側）と並ぶ多摩市の中心である。中河原と関戸を結ぶ関戸の渡しがあったが現在では廃止されている。

### 地価
2014年1月1日の公示地価によれば、商業地の地価は関戸2丁目40番27の地点で60万3000円/m2、住宅地の地価は関戸4丁目27番3の地点で25万5000円/m2となっている。多摩市内で最も地価が高い。

## 歴史
武蔵府中に近く、関所と鎌倉街道があったため鎌倉時代以降宿場町として栄えていた。
霞ノ関を、鎌倉幕府が和田合戦を契機に、北条一族が多摩川を盾に、北関東からの防衛上の要衝として関所を設置した。また1333年5月16日に起きた関戸の戦いの後、新田義貞軍の監視のために関戸城が築城されている。
室町時代には鶴岡八幡宮領であったが、後に後北条氏の直轄領となって松田盛秀（左馬助）が代官に任じられた。関戸宿の有力者であった有山氏が商人・道者の問屋に任ぜられるとともに関銭徴収を任されたが、後に松田氏の代官と対立し1586年に他の有力百姓5名とともに代官の追放と代わりに550貫余りの年貢請負で合意している。なお、1564年に後北条氏から2年間の期限付きで関戸宿の伝馬役が減免された際の文書には関戸にて毎月3・9のつく日に六斎市が開かれて濁酒役と塩合物役が免除されていたことが知られている。

### 地名の由来
1213年に鎌倉幕府によって作られた霞ノ関南木戸柵が由来ではないのかとされている。
1333年に起きた合戦は関戸の戦いと呼ばれている。

### 年表
- 1213年 - 関所である霞ノ関が築造される。
- 1333年5月16日 - 関戸の戦いが起こる。
- 1871年 - 廃藩置県が行われ連光寺村など8カ村とともに神奈川県多摩郡に入る。
- 1889年4月1日 - 市制町村制施行により、関戸村・連光寺村・貝取村・乞田村・落合村・和田村・東寺方村・一ノ宮村の8ヶ村、および百草村・落川村両村の飛地が合併し多摩村となる。村役場が設置された。
- 1889年4月1日 - 向岡尋常小学校が設置される。
- 1925年 - 玉南電気鉄道の関戸駅が営業を開始する。
- 1937年5月1日 - 関戸駅が聖蹟桜ヶ丘駅に改称される。
- 1947年 - 多摩村立多摩中学校が設置される。
- 1964年4月1日 - 町制が施行され、多摩町となり関戸に町役場が置かれる。
- 1971年11月1日 - 市制が施行され、多摩市となり関戸に市役所が置かれる。多摩尋常小学校が多摩国民学校、多摩村立多摩小学校など改称しながら現校名の多摩市立多摩第一小学校となる。多摩町立多摩中学校が多摩市立多摩中学校に改称する。

## 世帯数と人口
2018年（平成30年）1月1日現在の世帯数と人口は以下の通りである。
| 丁目       | 世帯数    | 人口    |
| ---------- | --------- | ------- |
| 関戸一丁目 | 455世帯   | 920人   |
| 関戸二丁目 | 1,391世帯 | 2,614人 |
| 関戸三丁目 | 702世帯   | 1,431人 |
| 関戸四丁目 | 1,203世帯 | 2,182人 |
| 関戸五丁目 | 716世帯   | 1,452人 |
| 関戸六丁目 | 389世帯   | 849人   |
| 計         | 4,856世帯 | 9,448人 |

## 小・中学校の学区
市立小・中学校に通う場合、学区は以下の通りとなる。
| 丁目       | 番地                          | 小学校                 | 中学校               |
| ---------- | ----------------------------- | ---------------------- | -------------------- |
| 関戸一丁目 | 全域                          | 多摩市立多摩第一小学校 | 多摩市立多摩中学校   |
| 関戸二丁目 | 全域                          | 多摩市立多摩第一小学校 | 多摩市立多摩中学校   |
| 関戸三丁目 | 全域                          | 多摩市立多摩第一小学校 | 多摩市立多摩中学校   |
| 関戸四丁目 | 全域                          | 多摩市立多摩第一小学校 | 多摩市立多摩中学校   |
| 関戸五丁目 | 全域                          | 多摩市立多摩第一小学校 | 多摩市立多摩中学校   |
| 関戸六丁目 | 5～8番地 14番地の7 19～51番地 | 多摩市立多摩第一小学校 | 多摩市立多摩中学校   |
| 関戸六丁目 | 3番地                         | 多摩市立北諏訪小学校   | 多摩市立諏訪中学校   |
| 関戸六丁目 | その他                        | 多摩市立多摩第三小学校 | 多摩市立東愛宕中学校 |

## 交通

### 鉄道
- 京王電鉄京王線 - 聖蹟桜ヶ丘駅

### 道路・橋梁
- 東京都道41号稲城日野線（川崎街道）
- 東京都道18号府中町田線（鎌倉街道）
- 新大栗橋（大栗川）
- 関戸橋（多摩川）

## 施設
行政
- 多摩市役所
- 多摩市立行政資料室
- 多摩市立関戸図書館
- 警視庁多摩鑑識センター
- 警視庁多摩中央警察署桜ケ丘駅前交番

教育
- 多摩市立多摩第一小学校
- 多摩市立多摩中学校
- 東京多摩調理製菓専門学校

商業
- 京王電鉄本社
- パシフィックコンサルタンツ本社
- 京王聖蹟桜ヶ丘ショッピングセンター
  - 京王百貨店
  - 京王ストア
  - 京王アートマン
  - Seiseki京王クラウン街
  - せいせきSAKURA GATE
- ザ・スクエア
- 聖蹟桜ヶ丘オーパ
- くまざわ書店
- トヨタ西東京カローラ本社

公園
- 坂下公園
- 大栗橋公園
- みゆき橋公園
- 関戸公園
- ろくせぶ公園
- 九頭竜公園
- せいせき公園

神社・寺院
- 熊野神社
- 九頭竜神社
- 延命寺
- 観音寺

## その他

### 警察
警察の管轄区域は以下の通りである。
| 番・番地等                     | 警察署         | 交番・駐在所   |
| ------------------------------ | -------------- | -------------- |
| 一丁目～五丁目                 | 多摩中央警察署 | 桜ケ丘駅前交番 |
| 六丁目（48番地～51番地を除く） | 多摩中央警察署 | 永山駅前交番   |
| 六丁目48番地～51番地           | 多摩中央警察署 | 桜ケ丘駐在所   |